# Linus Nirmal Gomes
Linus Nirmal Gomes SJ (* 7. September 1921 in Boro Golla; † 27. Februar 2021 in Kalkutta, Indien) war ein bangladeschischer Ordensgeistlicher und römisch-katholischer Bischof von Baruipur.

## Leben
Linus Gomes trat nach seiner theologischen Ausbildung am St Xavier’s College in Kalkutta 1942 der Ordensgemeinschaft der Jesuiten bei und empfing am 21. November 1954 die Priesterweihe. Er war langjähriger Pfarrer der Gemeinde St Teresa Church in Moula Ali in Hyderabad. Zusammen mit anderen Jesuitenpriestern gründete er die erste bengalische Mittelschule des katholischen Ordens, die St. Peter's High School in Taltala, Kalkutta, und wurde der erste Schulleiter.
Paul VI. ernannte ihn am 30. Mai 1977 zum Bischof von Baruipur. Der Erzbischof von Kalkutta, Lawrence Trevor Kardinal Picachy SJ, weihte ihn am 19. November desselben Jahres zum Bischof; Mitkonsekratoren waren Henry Sebastian D’Souza, Bischof von Cuttack-Bhubaneswar, und Michael Atul D’Rozario CSC, Bischof von Khulna.
Am 31. Oktober 1995 nahm Papst Johannes Paul II. seinen altersbedingten Rücktritt an. Als emeritierter Bischof war er von 1997 bis 2014 in Dhaka, Bangladesch, in der Seelsorge tätig. Zuletzt lebte er im St Xavier’s Jesuit College in Kalkutta.